# A Beautiful Place to Drown
A Beautiful Place to Drown è il decimo album in studio del gruppo musicale canadese Silverstein, pubblicato nel 2020.

## Tracce
1. Bad Habits (feat. Intervals) – 2:53
2. Burn It Down (feat. Caleb Shomo) – 3:10
3. Where Are You – 2:54
4. Infinite (feat. Aaron Gillespie) – 2:44
5. Shape Shift – 3:29
6. All on Me – 3:08
7. Madness (feat. Princess Nokia) – 3:38
8. Say Yes! – 2:39
9. Stop – 3:25
10. September 14th – 3:15
11. Coming Down – 2:52
12. Take What You Give (feat. Pierre Bouvier) – 3:00